# Katharina Liensberger
Katharina Liensberger, née le 1er avril 1997 à Feldkirch, est une skieuse alpine autrichienne. Elle est spécialiste du slalom et du slalom géant. En février 2021, alors qu'elle ne compte encore aucune victoire en Coupe du monde, elle remporte deux médailles d'or dans les championnats du monde de Cortina d'Ampezzo : elle partage le titre du parallèle avec Marta Bassino, puis survole le slalom en gagnant les deux manches. Elle remporte finalement sa première victoire en Coupe du monde le 13 mars 2021 à l'arrivée du slalom disputé à Åre, puis sa deuxième lors dernière épreuve de la discipline à Lenzerheide sept jours plus tard, ce qui, en totalisant huit podiums en neuf slaloms disputés durant l'hiver, lui permet de remporter son premier petit globe de cristal.

## Biographie
Elle arrive sur le circuit de Coupe d'Europe en janvier 2016, obtenant son premier podium rapidement à Zinal, où elle est troisième en slalom,.
Elle prend son premier départ en Coupe du monde dans les jours qui suivent à Flachau. Durant la saison 2016-2017, elle obtient ses premiers résultats dans les points avec une 22e place à Semmering en slalom. Elle devient vice-championne du monde junior du slalom à Åre en 2017. En janvier 2018, elle-signe son premier résultat dans le top dix avec une huitième place à Zagreb. Le mois suivant, elle remporte une médaille d'argent sur l'épreuve par équipes des Jeux olympiques de Pyeongchang, où elle est aussi huitième en slalom. Elle obtient son premier podium en Coupe du monde à Flachau en janvier 2019 après la disqualification d'Anna Swenn-Larsson,.
Aux Championnats du monde 2019, elle gagne de nouveau la médaille d'argent par équipes et termine quatrième du slalom.
Lors de la saison 2019-2020, elle enregistre une troisième place finale au classement du slalom en Coupe du monde.
Le 29 décembre 2020, après être montée cinq fois sur la troisième marche du podium, elle termine deuxième d'une épreuve de Coupe du monde pour la première fois de sa carrière lors du slalom de Semmering, derrière Michelle Gisin et devant Mikaela Shiffrin. Lors du slalom suivant à Zagreb, elle termine à nouveau deuxième, derrière Petra Vlhová.
Lors des championnats du monde à Cortina d'Ampezzo, elle remporte trois médailles en trois courses, partageant l'or du parallèle avec Marta Bassino puis terminant médaillée de bronze du géant, avant de survoler le slalom, dernière épreuve féminine des Mondiaux. Meilleur temps de la première manche, elle s'élance en trentième position sur le deuxième tracé et creuse encore l'écart, gagnant également cette seconde manche pour s'imposer avec 1 seconde d'avance sur Petra Vlhova. Elle détrône la quadruple tenante du titre Mikaela Shiffrin qui se contente de la médaille de bronze à près de 2 secondes.
Finalement, à son 75e départ en Coupe du monde, et après 8 podiums en slalom, dont six décrochés au cours de ce même hiver, Katharina Liensberger obtient sa première victoire, en dominant la deuxième manche du slalom de Åre le 13 mars 2021, ce qui lui permet de devancer Mikaela Shiffrin, meilleur temps sur le premier tracé pour 72/100e, suivie par Wendy Holdener à 1 s 65. Sept jours plus tard, lors du dernier slalom de la saison à Lenzerheide, elle gagne les deux manches comme aux Mondiaux, remporte sa deuxième victoire, monte sur son huitième podium de l'hiver dans la discipline, et dépasse Petra Vlhova pour s'adjuger le premier petit globe de cristal de sa carrière.

## Palmarès

### Jeux olympiques d'hiver
| Épreuve / Édition   | Slalom | Slalom géant | Par équipes |
| ------------------- | ------ | ------------ | ----------- |
| JO 2018 Pyeongchang | 8e     | -            | Argent      |
| JO 2022 Pékin       | Argent | 15e          | Or          |

### Championnats du monde
| Épreuve / Édition               | Slalom géant | Slalom | Parallèle | Par équipes |
| ------------------------------- | ------------ | ------ | --------- | ----------- |
| Mondiaux 2019 Åre               | 12e          | 4e     |           | Argent      |
| Mondiaux 2021 Cortina d'Ampezzo | Bronze       | Or     | Or        |             |
| Mondiaux 2025 Saalbach          |              | Bronze |           |             |

### Coupe du monde
- Meilleur classement général : 5e en 2021.
- 1 petit globe de cristal (slalom, 2021)
- 18 podiums dont 3 victoires.

#### Détail des victoires
| Saison / Épreuve | Slalom          | Slalom Géant | Total |
| 2020-2021        | Åre Lenzerheide |              | 2     |
| 2021-2022        | Åre             |              | 1     |
| Total            | 3               |              | 3     |

Dernière mise à jour : 12 mars 2022

#### Différents classements en coupe du monde
| Année/Classement | Année/Classement | Général | Général | Descente | Descente | Super G | Super G | Slalom géant | Slalom géant | Slalom | Slalom | Combiné | Combiné | Parallèle | Parallèle |
| ---------------- | ---------------- | ------- | ------- | -------- | -------- | ------- | ------- | ------------ | ------------ | ------ | ------ | ------- | ------- | --------- | --------- |
| Année/Classement | Année/Classement | Class.  | Points  | Class.   | Points   | Class.  | Points  | Class.       | Points       | Class. | Points | Class.  | Points  | Class.    | Points    |
| 2016-2017        | 2016-2017        | 106e    | 15      | -        | -        | -       | -       | -            | -            | 44e    | 15     | -       | -       | -         | -         |
| 2017-2018        | 2017-2018        | 36e     | 206     | -        | -        | -       | -       | 34e          | 20           | 14e    | 186    | -       | -       | -         | -         |
| 2018-2019        | 2018-2019        | 12e     | 483     | -        | -        | -       | -       | 12e          | 133          | 7e     | 350    | -       | -       | -         | -         |
| 2019-2020        | 2019-2020        | 16e     | 401     | -        | -        | -       | -       | 13e          | 108          | 3e     | 276    | -       | -       | 26e       | 17        |
| 2020-2021        | 2020-2021        | 5e      | 863     | -        | -        | -       | -       | 12e          | 158          | 1re    | 690    | -       | -       | 16e       | 15        |
| 2021-2022        | 2021-2022        |         |         | -        | -        | -       | -       |              |              | 4e     | 392    | -       | -       | 16e       | 15        |

### Championnats du monde junior
| Épreuve / Édition    | Descente | Super G | Slalom géant | Slalom  | Combiné |
| -------------------- | -------- | ------- | ------------ | ------- | ------- |
| Mondiaux 2016 Sotchi | Abandon  | 29e     | Abandon      | 7e      | Abandon |
| Mondiaux 2017 Åre    | -        | -       | Argent       | Abandon | -       |
| Mondiaux 2018 Davos  | -        | -       | Argent       | Abandon | -       |

### Coupe d'Europe
- 2 victoires[11].

### Festival olympique de la jeunesse européenne
- Médaille de bronze au slalom géant en 2015.

### Championnats d'Autriche
- Championne d'Autriche de slalom en 2019.
- Championne d'Autriche de slalom géant en 2019.